# 河北道 (民国)
河北道（かほく-どう）は中華民国北京政府により設置された河南省の道。

## 沿革
1913年（民国2年）1月、豫北道として設置、観察使は武安県に置かれ、下部に武安、安陽、湯陰、臨漳、林県、内黄、渉県、汲県、新郷、獲嘉、淇県、輝県、延津、浚県、滑県、封丘、沁陽、済源、原武、修武、武陟、孟県、温県、陽武の24県を管轄した。1914年（民国3年）5月に河北道と改名、観察使も道尹と改められた。1927年（民国16年）に廃止されている。

## 行政区画
廃止直前下部の24県を管轄した。（50音順）
- 安陽県
- 延津県
- 温県
- 獲嘉県
- 滑県
- 淇県
- 輝県
- 汲県
- 原武県
- 済源県
- 修武県
- 浚県
- 渉県
- 新郷県
- 沁陽県
- 湯陰県
- 内黄県
- 武安県
- 封丘県
- 武陟県
- 孟県
- 陽武県
- 林県
- 臨漳県